# Castro de Zoñán

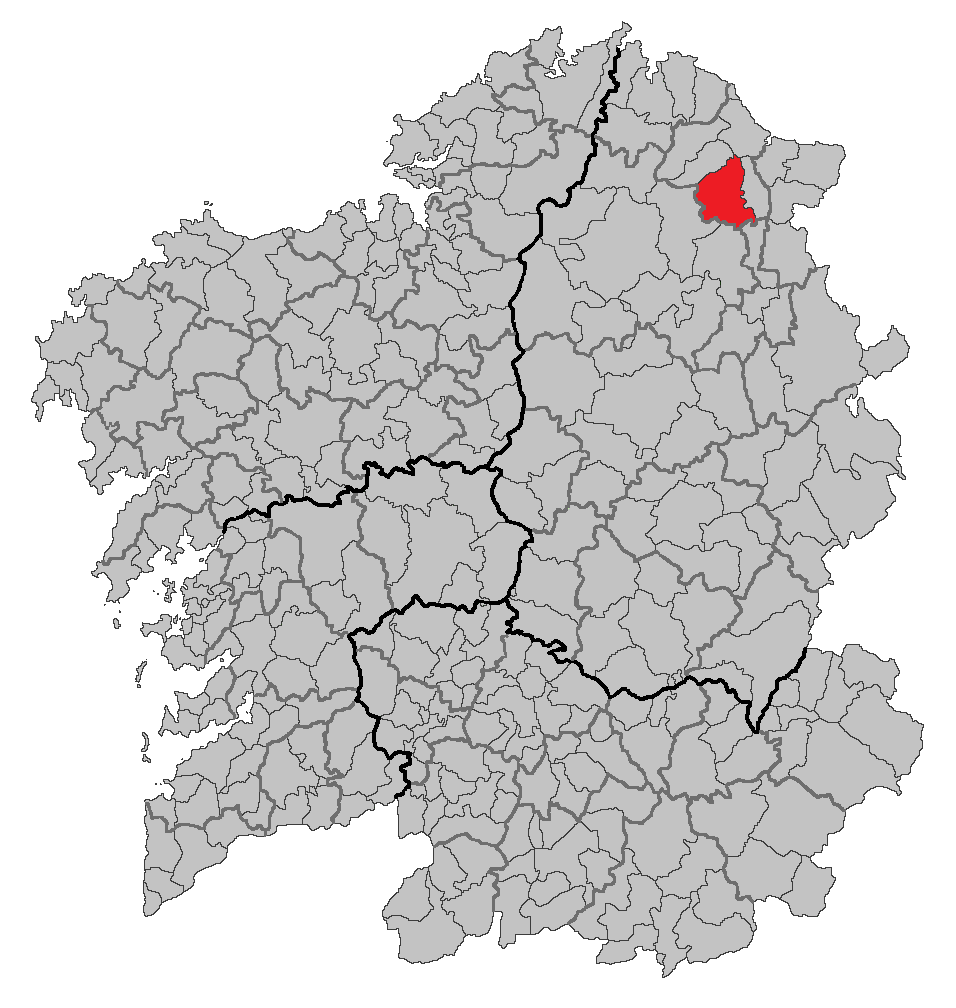
Situación de Mondoñedo en Galicia

El Castro de Zoñán es un poblado castreño situado en la parroquia de Los Remedios, en el municipio de Mondoñedo.
Se lleva excavando desde el año 2002 y se han recuperado diversas viviendas y restos de cultura material. En el año 2004 se colocaron dos mesas interpretativas para poder hacer una visita libre al mismo.
Las fechas de ocupación, siguiendo la cultura material encontrada, se mueve entre los siglos II y IV d. C., pero según los resultados de los análisis de carbono-14 los inicios del mismo se situarían en fechas antes de Cristo.
En el año 2007 el Municipio de Mondoñedo editó un libro que recoge los trabajos y conclusiones de las tres primeras campañas: 2002, 2003 y 2004. 
Se titula: O Castro de Zoñán (Mondoñedo, Lugo) Campañas 2002-2004.
- Datos: Q8342733